# Kalarsky (huyện)
Huyện Kalarsky (tiếng Nga: ? райо́н) là một huyện hành chính tự quản (raion), của Vùng Zabaykalsky, Nga. Huyện có diện tích 56150 km², dân số thời điểm ngày 1 tháng 1 năm 2000 là 12300 người. Trung tâm của huyện đóng ở Chara.